# Scott Andrews (Rennfahrer)

Der beim Road to Le Mans 2022 verunfallte Ferrari 488 GT3 von Scott Andrews

Scott Andrews (* 25. August 1990 in Geelong) ist ein australischer Autorennfahrer.

## Karriere als Rennfahrer
Scott Andrews begann seine Fahrerkarriere 2008 in der Australian Commodore Cup National Series. Der beste Endrang in dieser Rennserie war der Vierte 2009 im Holden VS Commodore. Parallel zu seinen Tourenwagen-Einsätzen startete er bei Rennen der Monoposto-Rennformeln Vau- und Ford. 2015 siegte er nach sieben Saisonsiegen in der F1600 Formula F Championship Series.
2017 wechselte er in den internationalen Sportwagen- und GT-Sport und startete unter anderen in der Asian Le Mans Series, der IMSA WeatherTech SportsCar Championship und der FIA-Langstrecken-Weltmeisterschaft. 2020 gab er sein Debüt beim 12-Stunden-Rennen von Sebring und erreichte dabei den vierten Gesamtrang.

## Statistik

### Le-Mans-Ergebnisse
| Jahr | Team          | Fahrzeug            | Teamkollege    | Teamkollege   | Platzierung | Ausfallgrund |
| ---- | ------------- | ------------------- | -------------- | ------------- | ----------- | ------------ |
| 2021 | Kessel Racing | Ferrari 488 GTE Evo | Takeshi Kimura | Mikkel Jensen | Ausfall     | Elektrik     |

### Sebring-Ergebnisse
| Jahr | Team                   | Fahrzeug             | Teamkollege      | Teamkollege        | Platzierung | Ausfallgrund |
| ---- | ---------------------- | -------------------- | ---------------- | ------------------ | ----------- | ------------ |
| 2020 | JDC-Miller Motorsports | Cadillac DPi V.R     | Stephan Simpson  | Matheus Leist      | Rang 4      |              |
| 2021 | Riley Motorsports      | Ligier JS P320       | Spencer Pigot    | Gar Robinson       | Rang 15     |              |
| 2022 | Vasser Sullivan Racing | Lexus RC F GT3       | Richard Heistand | Frankie Montecalvo | Rang 31     |              |
| 2024 | Lone Star Racing       | Mercedes-AMG GT3 Evo | Rui Andrade      | Salih Yoluç        | Ausfall     | Aufhängung   |
| 2025 | Lone Star Racing       | Mercedes-AMG GT3 Evo | Eric Filgueiras  | Dan Knox           | Rang 37     |              |

### Einzelergebnisse in der FIA-Langstrecken-Weltmeisterschaft
| Saison | Team          | Rennwagen       | 1   | 2   | 3   | 4   | 5   | 6   |
| ------ | ------------- | --------------- | --- | --- | --- | --- | --- | --- |
| 2021   | Kessel Racing | Ferrari 488 GTE | SPA | POR | MON | LEM | BAH | BAH |
| 2021   | Kessel Racing | Ferrari 488 GTE |     | 22  |     | DNF | 26  | 23  |